# Sonia Caicheo
Sonia Caicheo Gallardo (Nercón, Chile, junio de 1943) es una profesora, escritora y poetisa chilena de origen huilliche vinculada al movimiento cultural Aumen de Chiloé.
De acuerdo a la descripción que hace Iván Carrasco del discurso etnocultural en la poesía chilena, entre cuyos autores se encuentra Sonia Caicheo, en su producción poética se aprecia de manera sostenida la presencia del sincretismo entre el catolicismo y las creencias indígenas, observándose un alto contenido intercultural e interétnico (poesía etnocultural). Además, Carrasco enmarca su trabajo dentro de la poesía moderna de Chiloé, cuyos representantes utilizan «un léxico intercultural español-chilliche-chono y un alto grado de conciencia de las operaciones poéticas»; utilizando en algunas de sus creaciones cierta textualidad antipoética y/o algunos de sus elementos contextuales.
Algunos de sus trabajos hacen alusión a las arraigadas tradiciones culturales chilotas, mientras que junto a otros autores, es referida por Maximino Fernández como una de las representantes más notables que utiliza «un discurso que mezcla lenguajes, emplea medios icónicos y aparece en labios de un yo cronista que denuncia de modo elegiaco la situación de injusticia y marginalidad».

## Obras
- Deshojando el calendario (1981).
- Los que no deben morir (1982).
- Recortando sombras. (1984)
- Rabeles en el viento (1991).
- Salve dolorosa (1999).
- Las mariposas de Antonia (2001).
- Peque Reyes (2005).
- Puerto Cauquil (2009).